# Ruprecht (HRR)

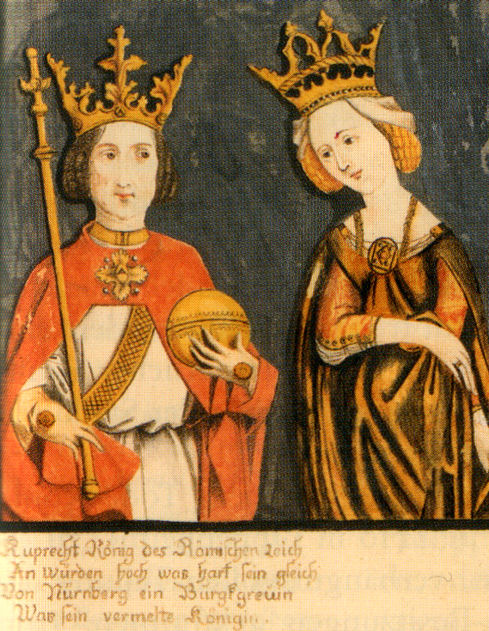
Ruprecht mit seiner Gemahlin Elisabeth von Hohenzollern-Nürnberg in einer Miniaturkopie einer heute verlorenen Wanddarstellung im Heidelberger Schloss, 1772/73. (Bayerisches Nationalmuseum München, Inv. Nr. NN 3610). Im Saal des Heidelberger Schlosses befand sich einst eine der berühmtesten Ahnenreihen aus gotischer Zeit. Für den Neubau des Amberger Schlosses wurde im frühen 17. Jahrhundert von dieser Fürstenreihe eine Wandkopie angefertigt. Beide Serien sind jedoch nicht mehr erhalten, sondern lediglich noch eine farbige Miniaturkopie auf Pergament.

Ruprecht (* 5. Mai 1352 in Amberg; † 18. Mai 1410 auf Burg Landskron in Oppenheim) aus der Dynastie der Wittelsbacher war von 1398 bis 1410 als Ruprecht III. Pfalzgraf bei Rhein und von 1400 bis 1410 römisch-deutscher König im Heiligen Römischen Reich.
Das römisch-deutsche Königtum war zu Beginn des 15. Jahrhunderts in eine schwere Krise geraten. Zusammen mit den anderen drei rheinischen Kurfürsten setzte Ruprecht den zunehmend unbeliebt gewordenen König Wenzel 1400 ab, woraufhin er selbst zum König gewählt wurde, wenngleich Wenzel seinen Anspruch nicht aufgab. Ruprechts zehnjähriges Königtum war durch eine nachlassende Integrationskraft des königlichen Hofes und permanente Geldnot geprägt. Ein geplanter Italienzug endete im Fiasko. Ruprecht blieb ohne Kaiserkrone und konnte auch nicht das Herzogtum Mailand für das Reich zurückgewinnen. Finanziell angeschlagen kehrte er an den Rhein zurück. Das legitimatorische Defizit seines Königtums versuchte er durch repräsentative Symbolik wie Grablege, Königssiegel oder eigene Münzprägungen auszugleichen.
Er war der einzige mittelalterliche König aus Heidelberg. Ihm gelang es, das Territorium der Kurpfalz zu erweitern. Unter ihm erhielt Heidelberg für kurze Zeit den Charakter einer Hauptstadt des Reiches. Mit der Heiliggeistkirche in Heidelberg schuf sich Ruprecht einen standesgemäßen Begräbnis- und Erinnerungsort, der den Wittelsbachern am Rhein bis in das 17. Jahrhundert als Grablege diente. Ruprechts Teilung von Herrschaft und Territorium unter den vier Söhnen entgegen bestehenden Hausverträgen sicherte der pfälzischen Linie der Wittelsbacher das dynastische Überleben. Alle heute lebenden Wittelsbacher stammen von Ruprecht ab. Bis heute gilt er unter Historikern vielfach als römisch-deutscher König mit dem geringsten politischen Aktionsradius und Handlungsspielraum. Die neuere Forschung hinterfragt angesichts weitgespannter Heirats- und Bündnisprojekte sowie der Weiterentwicklung im Verwaltungs- und Politikbereich das Urteil eines gescheiterten Königs. 

## Leben

### Herkunft

Territorialbestand der Pfalzgrafschaft im Jahr 1329 nach dem wittelsbachischen Hausvertrag von Pavia (ohne die Oberpfalz)

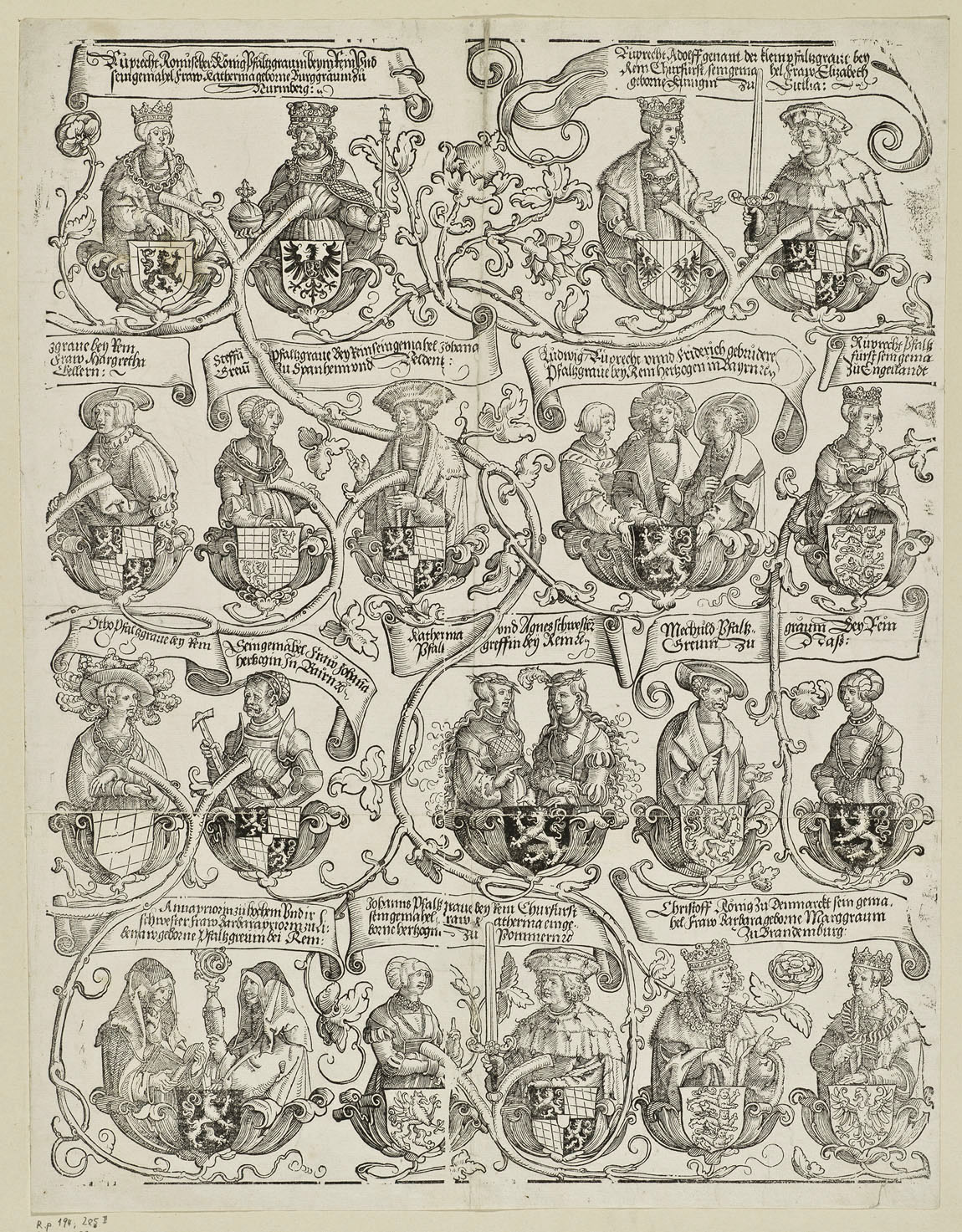
Der mit Ranken und Blüten verzierte Stammbaum der wittelsbachischen Pfalzgrafen bei Rhein um das Jahr 1530 zeigt 23 Halbfiguren jeweils mit einem Wappen und einer Banderole. In der linken oberen Ecke sind dargestellt: „Ruprecht Römischer König und Pfalzgraf bei Rhein und Frau Katharina geborene Burggräfin zu Nürnberg“. (Kunstsammlungen der Veste Coburg, VI, 429,102)

Ruprecht entstammte dem Geschlecht der Wittelsbacher, die in den Quellen erstmals in der Mitte des 11. Jahrhunderts fassbar sind. Kurz vor 1050 wird in den Urkunden des Bistums Freising ein „Graf Otto von Scheyern“ genannt, der als Ahnvater der Wittelsbacher gilt. Seine Grafschaft befand sich zwischen Augsburg und Ingolstadt mit der Grafenburg Scheyern. Sein Sohn Otto II. erweiterte das Herrschaftsgebiet durch das Ansammeln von Kirchen- und Klostervogteien (Freisinger Domstift, Weihenstephan, Ilmmünster, Eisenhofen). Mit dem Instrument der Vogtei ließen sich größere Gebiete beherrschen, ohne dass dort Besitzrechte nötig waren. Unter Friedrich Barbarossa, der 1152 zum König gewählt worden war, gehörten die Wittelsbacher zu den treuen Anhängern und taten sich durch besondere Leistungen im Königsdienst hervor. Im Jahr 1180 wurde Otto von Wittelsbach von Friedrich Barbarossa für seine Treue zum Herzog von Bayern erhoben.
1214 erfolgte eine weitere Rangerhöhung der Familie, als der junge staufische Herrscher Friedrich II. Herzog Ludwig I. von Bayern zum Pfalzgrafen bei Rhein erhob. Damit erhielten die Wittelsbacher als treue Parteigänger des Staufers nach 1180 nach dem Herzogtum Bayern ein weiteres bedeutendes Reichsfürstentum. Im Vertrag von Pavia 1329 vereinbarten Kaiser Ludwig IV. („der Bayer“) und seine pfälzischen Neffen eine Trennung der wittelsbachischen Herrschaft in die Pfalzgrafschaft einerseits und in Bayern anderseits. Außerdem vereinbarten sie, dass beim Erlöschen eines Zweiges gegenseitiges Erbrecht gelten sollte. Dadurch entstanden zwei unabhängig voneinander agierende Familienzweige mit eigenen Herrschaftsbereichen. Durch die Goldene Bulle Kaiser Karls IV. aus dem Jahr 1356 wurde dem Pfalzgrafen eine herausgehobene Stellung unter den weltlichen Königswählern zugesprochen. Als Erztruchsess übte er das Reichsvikariat aus und hatte damit die Stellvertretung bei Abwesenheit oder Tod des Königs inne. Durch zeremonielle Befugnisse, wie etwa einen besonderen Sitzplatz im Miteinander von König und Kurfürsten, wurde der Vorrang im politisch-sozialen Ordnungsgefüge des Reichs für jedermann sichtbar inszeniert. Die Pfalzgrafschaft bei Rhein gehörte um 1400 zu den mächtigsten Fürstentümern im Reich. Den Vorrang verdankte sie der Lage am Rhein, die für die Kurpfalz zahlreiche wirtschaftliche und politische Vorteile brachte. Die Rheinzölle machten die Pfalzgrafen zu den wohlhabendsten Reichsfürsten. Die Wittelsbacher wurden neben den Luxemburgern und Habsburgern die dritte Dynastie, die maßgeblich die Geschicke des Reichs im Spätmittelalter bestimmte.

### Familie und frühe Jahre
Geboren wurde Ruprecht als einziger Sohn Ruprechts II. und dessen Frau Beatrix von Sizilien am 5. Mai 1352 in Amberg. Aus seiner Jugend ist nichts überliefert, außer dass er seine Mutter bereits mit 13 Jahren verlor. Er nahm aber frühzeitig an wichtigen Ereignissen teil. Ab 1378 erscheint er neben seinem Großonkel Ruprecht I. und seinem Vater Ruprecht II. vielfach in wichtigen Urkunden. Dadurch war er bereits früh als künftiger Nachfolger in der Kurpfalz hervorgehoben. Vor seiner Regentschaft als Kurfürst hielt er sich vor allem in der Oberpfalz auf. Im Winter 1385/86 ist er als Preußenfahrer belegt.
Ruprecht heiratete am 27. Juni 1374 in Amberg Elisabeth von Hohenzollern, die Tochter des Burggrafen Friedrich V. und dessen Gemahlin Markgräfin Elisabeth von Meißen und Thüringen. Aus der Ehe gingen insgesamt sechs Söhne und drei Töchter hervor. Sein ältester Sohn Ruprecht IV., genannt Ruprecht Pipan, wurde 1375, Friedrich 1377, der spätere Kurfürst Ludwig III. 1378, Johann 1383, Stephan 1385 und Otto 1390 geboren, seine Töchter Margarete von der Pfalz 1376, Agnes 1379 und Elisabeth 1381. Die Herrschaft war damit dynastisch in weit höherem Ausmaß gesichert als zuvor. Zugleich aber war dadurch die Einheit der Pfalz in Gefahr. Ruprecht II. vereinbarte daher 1392 mit seinem Sohn Ruprecht III., dass zukünftig nur der älteste Sohn in der Herrschaft nachfolgen sollte. Für die nachgeborenen Söhne waren lediglich Apanagen oder die geistliche Laufbahn vorgesehen. Dies legten sie in der Rupertinischen Konstitution vom 13. Juli 1395 fest. Die Rupertinische Konstitution wurde nicht umgesetzt. Die Urkunde blieb unvollständig besiegelt und erlangte keine Rechtskraft. Das Regelwerk blieb vor allem deshalb unwirksam, weil die dort bedachten Söhne Ruprechts starben. Nach dem Tod seines Vaters wurde Ruprecht im Alter von fast 46 Jahren am 6. Januar 1398 Nachfolger in der Kurwürde und mit der Pfalzgrafschaft belehnt.

### Absetzung Wenzels
Seit den Staufern war es keinem römisch-deutschen Herrscher mehr gelungen, zu Lebzeiten einen Sohn zum Nachfolger wählen zu lassen. Das gelang erstmals 1376 wieder Karl IV., dessen Sohn Wenzel 1376 noch zu Karls Lebzeiten zum König gewählt wurde. Wenzel, der ab dem Tod seines Vaters 1378 regierte, konzentrierte sich jedoch im Verlauf der folgenden Jahre zunehmend auf sein Königreich Böhmen. Das führte dazu, dass er in den übrigen Gebieten des Reichs und auf den Hoftagen keine Präsenz zeigte. Wenzels dauerhafte Abwesenheit führte dazu, dass er sich politisch von den rheinischen Kurfürsten (den Erzbischöfen von Mainz, Köln und Trier sowie dem Pfalzgrafen bei Rhein) entfernte. Auch in Böhmen geriet Wenzels Königsherrschaft in eine Krise. Wenzel wurde am 8. Mai 1394 durch die böhmische Adelsopposition gefangen genommen und anschließend inhaftiert. Die Kurfürsten verhielten sich loyal und setzten ihre Kräfte für seine Freilassung ein. Ruprecht zog an der Spitze eines Heeres von der Oberpfalz nach Böhmen und konnte dort die Freilassung Wenzels erreichen. Statt die Kurfürsten selbst in den Dienst für König und Reich zu nehmen, bestimmte Wenzel 1396 seinen Halbbruder Sigismund zum Reichsvikar auf unbestimmte Zeit mit königsgleichen Befugnissen. Dadurch wurden das Selbstverständnis der Kurfürsten und ihre Rolle bei der Königswahl fundamental tangiert. Ein Ausgleich mit Wenzel konnte nicht erzielt werden. Seit der Mitte der 1390er Jahre verfolgten die Kurfürsten deshalb verstärkt eigene Interessen. So versuchten die rheinischen Kurfürsten, mit schriftlichen Verträgen und militärischen Hilfszusagen die übrigen Reichsfürsten für sich zu gewinnen. Am 24. Oktober 1396 schloss Pfalzgraf Ruprecht II. den sogenannten Oppenheimer Vertrag mit dem damaligen Mainzer Domherrn Johann II. von Nassau, der aus einem königsnahen Grafenhaus stammte, das mit Adolf von Nassau schon einmal einen König im Reich gestellt hatte. Johann wurde zum Mainzer Erzbischofsamt verholfen, dafür sicherte er dem Wittelsbacher Ruprecht II. oder seinem Sohn Ruprecht III. zu, ihnen zu allen eren und wirdekeiden (Würden) zu verhelfen, darnach sie stellen (streben) wullen, wie die gesin mogen (welche Art auch immer diese sein mochten) geistlich oder weltlich. Mehrfach abgehaltene sogenannte „königslose“ Hoftage sollten den Widerstand gegen Wenzel vergrößern und ihn mit der Forderung konfrontieren, seinen Aufgaben in Kirche und Reich nachzukommen. So fanden sich im Mai 1397 verschiedene Reichsfürsten in Frankfurt zu einer Versammlung ein, die auf Initiative der Erzbischöfe von Köln, Trier und des Pfalzgrafen einberufen worden war.
In den Monaten vor der Absetzung Wenzels und der folgenden Neuwahl wurde der Konsens zwischen den rheinischen Kurfürsten nicht mehr nur durch symbolische Ausdrucksformen deutlich gemacht, sondern durch umfangreiche Bündnisabsprachen, Hilfszusagen und Versprechungen detailliert schriftlich fixiert. Die Kurpfalz sowie Mainz und Köln schlossen am 11. April 1399 mit dem Kurverein von Boppard ein förmliches Abkommen, worin sie sich zu einem gemeinsamen Bündnis auf Lebenszeit verpflichteten. In Kirchen- und Reichssachen wollten sie gemeinsam handeln, und sie erklärten mit Nachdruck, gemeinsam Widerstand gegen Wenzel zu leisten. Im Juni trat Herzog Rudolf III. von Sachsen-Wittenberg und am 15. September auch der Trierer Erzbischof Werner dem Bündnis bei. Vergeblich blieb jedoch der Versuch, regional einflussreiche Städte oder Papst Bonifaz IX. für die Absetzung Wenzels zu gewinnen. Ende Mai 1400 trafen sich die rheinischen Kurfürsten und weitere Fürsten in Frankfurt. Diese Zusammenkunft war für die kurfürstlichen Aktivitäten ein Höhepunkt „nach politischem Anspruch, Umfang des Teilnehmerkreises und Ausformung des Institutionalisierungsgrades“. Es waren nicht nur die eigenen Gefolgsleute, sondern auch Vertreter der Reichsstädte und Gesandte aus England, Frankreich und Kastilien anwesend. Wenzel wurde aufgefordert, am 11. August in den Mainzer Amtssitz Oberlahnstein zu kommen. Im Rahmen der Frankfurter Gespräche wurde aber bereits über einen möglichen neuen König gestritten. Der Kurfürst Rudolf von Sachsen schlug seinen Schwager Friedrich I., Herzog zu Braunschweig und Lüneburg vor, doch Erzbischof Johann II. von Mainz favorisierte Ruprecht. Es kam zum Streit. Friedrich reiste ab und wurde am 5. Juni 1400 beim Dorf Kleinenglis (südlich von Fritzlar) von dem Grafen Heinrich VII. von Waldeck und dessen Gefolgsleuten Friedrich von Hertingshausen und Konrad Kunzmann von Falkenberg ermordet. Die Motive für den Mord sind in lokal begrenzten Konflikten zwischen den Grafen von Waldeck und den Welfen um Lüneburg zu suchen. Es entstand jedoch der Verdacht, „als ob die rheinische Opposition Fürsten, welche nicht mit ihren reichspolitischen Plänen einverstanden waren, mit brutaler Gewalt beseitigen wollte.“ Ruprecht engagierte sich als König später persönlich in der Beilegung des Konflikts: Er verpflichtete die Mörder als Sühneleistung zur Stiftung eines Altars mit ewiger Seelenmesse in der Stiftskirche St. Peter in Fritzlar. In seiner Rolle als Friedensstifter konnte Ruprecht jedoch keinen Erfolg verbuchen, denn im Sommer 1402 wurden die bewaffneten Auseinandersetzungen zwischen den Konfliktparteien fortgesetzt.
In den Wochen nach dem Mordanschlag verlor die rheinische Opposition gegen Wenzel verstärkt Anhänger. Anfang August 1400 kamen die rheinischen Kurfürsten in Oberlahnstein für eine Absetzung und Neuwahl zusammen, aber ihre Unterstützung hatte sich auf ein Minimum reduziert. Neben einigen Grafen und Herren erschienen mit Friedrich VI. von Nürnberg und Ruprechts Sohn Stephan lediglich zwei Vertreter des Reichsfürstenstandes. Nicht anwesend waren der Herzog von Sachsen und Jobst von Mähren als Inhaber der brandenburgischen Kurstimme. Demonstrativ warteten die vier Kurfürsten aus Mainz, Köln, Trier und der Pfalz auf eventuell verspätete Kurfürsten oder den ebenfalls geladenen Wenzel. Am 20. August 1400 erklärten sie Wenzel als „unnützen, trägen, unachtsamen Entgliederer und unwürdigen Inhaber des Reiches“ seines königlichen Amtes für abgesetzt und begründeten diese Maßnahme mit ihrer Verantwortung für das Reich. Wenzel erkannte seine Absetzung nicht an und führte weiterhin den Titel eines römischen Königs. Bis zu seinem Tod siegelte er als König weiter.

### Königtum

#### Königskrönung

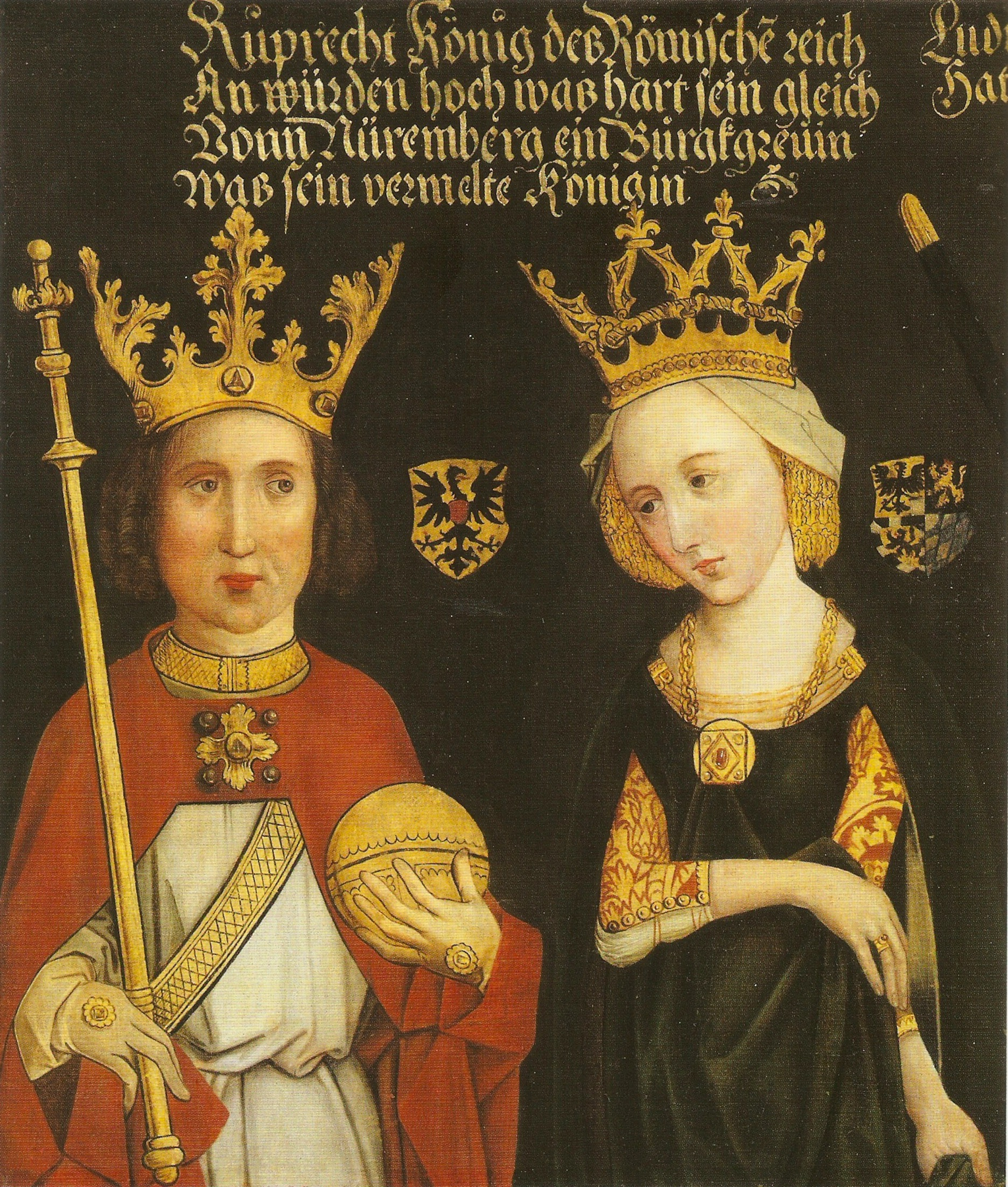
Ruprecht III. und seine Gemahlin Elisabeth von Hohenzollern-Nürnberg. Sie sind mit den Insignien des Königtums, dem Königsmantel, der Krone, dem Szepter und dem Reichsapfel dargestellt. Der Vers hebt den Aufstieg des Wittelsbachers zum König hervor: „Ruprecht König des Römischen reich / An würden hoch waß hart sein gleich / Vonn Nüremberg ein Burgkgrevin / Waß sein vermelte Königin“. Porträt um 1600, nach Vorlage des 15. Jahrhunderts. Öl auf Leinwand. München, Bayerische Staatsgemäldesammlungen, 4478.

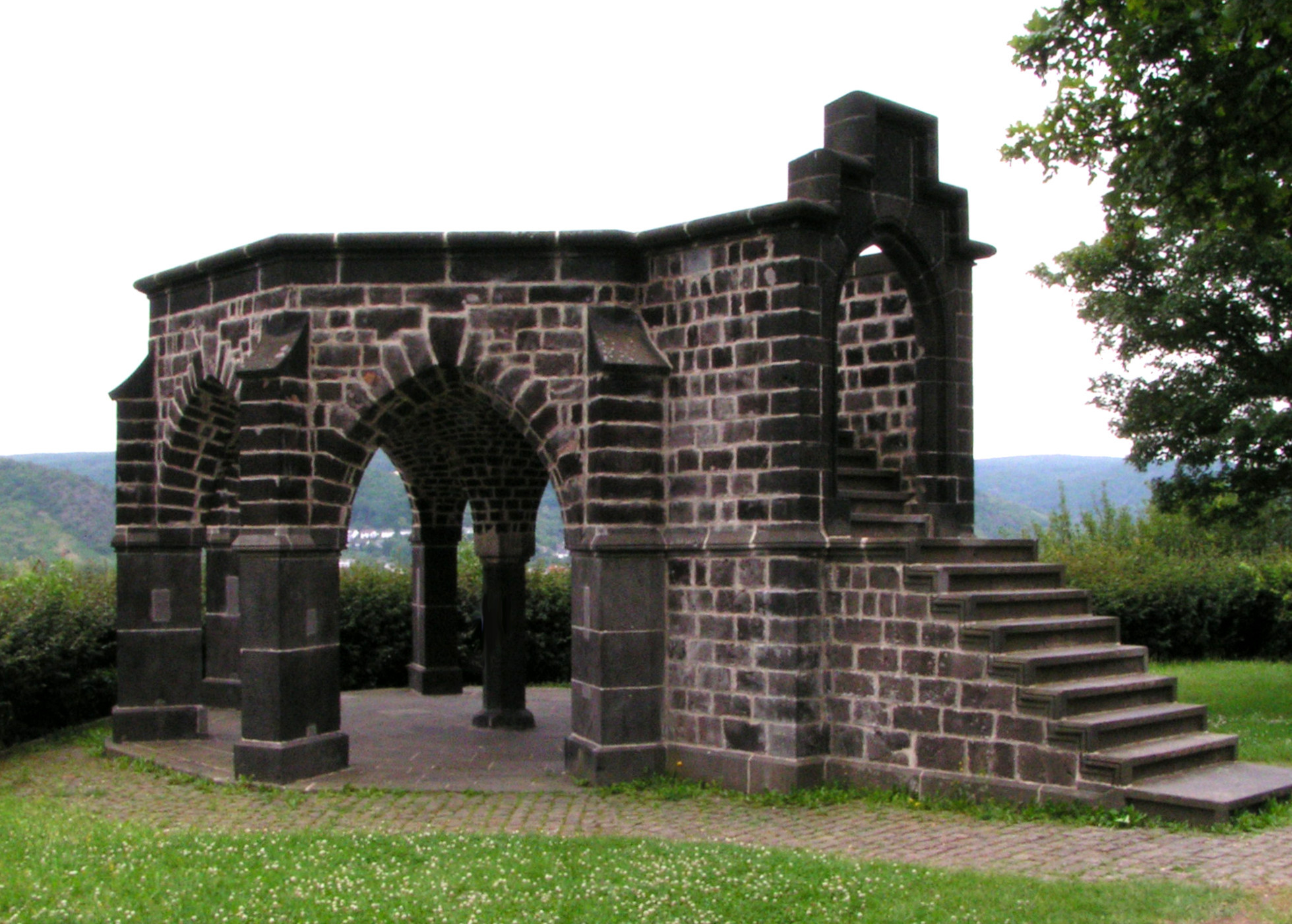
Am 21. August 1400 wählten die Kurfürsten am Königsstuhl von Rhens den wittelsbachischen Pfalzgrafen zum König. Der achteckige Quaderbau wurde 1795 zerstört und 1842 ein wenig versetzt wiedererrichtet.

Einen Tag nach der Absetzung Wenzels durch die Kurfürsten wurde der 48-jährige Ruprecht zum König gewählt. Seine Wahlstimme hatte er dem Mainzer übertragen. Den rheinischen Kurfürsten hatte Ruprecht versprochen, alle von Wenzel erlassenen Rheinzölle aufzuheben und ohne deren Zustimmung keine zu erheben. Hinzu kamen Verpflichtungen, sich etwa um die politischen Probleme im italienischen Reichsteil und um die Landfriedenspflege zu kümmern, womit die rheinischen Kurfürsten eine eigenständige Politik betonten.
Ruprechts Erhebung fand auf dem Königsstuhl von Rhens statt, wo bereits in früherer Zeit mehrfach Vorbereitungen für Königswahlen stattgefunden hatten. Der übliche Krönungsort Aachen verweigerte Ruprecht den Zugang. Auch der traditionelle Wahlort Frankfurt blieb ihm versperrt. Die Frankfurter wollten ihre Handelsinteressen mit Böhmen nicht gefährden und pflegten zu Wenzel ein sehr gutes Verhältnis. Frankfurt erlaubte Ruprecht nach einem „Königslager“ vor den Mauern nach über sechs Wochen erst am 26. Oktober den Einzug in die Stadt. Die Stadt wurde von nun an zu einem der wichtigsten Stützpunkte des neuen Königs. Aachen, das über den Herzog von Geldern mit dem luxemburgfreundlichen Frankreich verbunden war, hielt hingegen bis 1407 Distanz zu Ruprecht.
Am 6. Januar 1401 wurde Ruprecht zwar in Köln vom dazu berechtigten Erzbischof Friedrich III. gekrönt, jedoch ohne die Reichsinsignien. Wenzel war keineswegs bereit, sie herauszugeben, weshalb sich Ruprecht mit einer eigens angefertigten, ziemlich preiswerten Krone begnügen musste. Im Reich wurde Ruprecht in weiten Teilen als König anerkannt. Im Sommer 1401 wollte Wenzel, im Gegenzug für die Bewahrung der böhmischen Königskrone, Ruprecht im Reich als König anerkennen. Das Vorhaben scheiterte jedoch an den weiteren Forderungen, die Ruprecht und Wenzel an deren Realisierung geknüpft hatten. Am 1. Oktober 1403 erhielt Ruprecht von Papst Bonifaz IX. die Approbation erteilt. Zuvor hatte Ruprecht ihm versprochen, sich bei der Überwindung des Schismas nach den Vorstellungen des römischen Papstes zu richten. Insgesamt gelang es Ruprecht nur in Teilen des Reiches anerkannt zu werden, während in Böhmen weiterhin Wenzel herrschte. Königsfern blieb auch der gesamte Osten mit den Kurfürstentümern Sachsen und Brandenburg. 

#### Kriegszug gegen Böhmen
Gleich zu Beginn seiner Herrschaft gelang es Ruprecht, die nördliche Oberpfalz zurückzugewinnen. Der Kriegszug gegen Wenzel verursachte für Ruprecht enorme finanzielle Kosten. Eine militärische Entscheidung blieb aber aus. Ruprechts Sohn Ludwig ging zwar gegen Wenzel vor, doch konnte er nach anfänglichen Erfolgen lediglich am 20. Juni 1401 vor Prag einen Waffenstillstand schließen.

#### Gescheiterter Italienzug (1401/02)
Im Frühjahr 1401 bereitete Ruprecht einen Italienzug vor. Reichsitalien, für das keine zentrale Organisationsform existierte, hatte sich bereits im späten 13./frühen 14. Jahrhundert fast gänzlich dem königlichen Einfluss entzogen. Heinrich VII. hatte sich noch um eine stärkere Einbindung des wirtschaftlich und finanziell überaus potenten Reichsteils bemüht, was jedoch durch seinen frühen Tod 1313 verhindert wurde; Ludwig IV. und Karl IV. verfolgten bereits sehr viel bescheidenere Ziele. Eine Einmischung in die komplexe Lage in Reichsitalien mit seinen verschiedenen politischen Akteuren war für die spätmittelalterlichen römisch-deutschen Könige mit dem Risiko verbunden, zwischen den dortigen Fraktionen zerrieben zu werden. Gleichzeitig war aber die Mobilisierung der finanzstarken Kommunen für die Reichspolitik im Interesse des römisch-deutschen Königtums. Bei Erfolg konnte Ruprecht außerdem Ehre, Ansehen und Prestige erwerben.
Am 1. August 1401 wurden einige Urkunden ausgestellt, die Regelungen für den Fall trafen, dass Ruprecht nicht lebend aus Italien zurückkehren sollte. Seine Söhne mussten die Primogenitur anerkennen. Am 9. September ernannte er seinen Sohn Ludwig zum Stellvertreter in der Pfalzgrafschaft. Vier Tage später bestimmte er ihn auch zum Reichsvikar für die Zeit seines Romzuges, denn Rom war in einem solchen Fall das Ziel, genauer gesagt die Kaiserkrönung. Das Reichsvikariat (vacante imperio) verstand Ruprecht entsprechend traditioneller Vorstellungen dabei als ein temporäres Amt mit eingeschränkten, keineswegs königsgleichen Befugnissen. Damit sollte Ruprecht als König während seiner Abwesenheit im Reich vertreten werden.
Ruprecht verfügte allerdings nicht über genügend eigene Finanzmittel für den Italienzug, sodass er vom Kredit des oberdeutschen und florentinischen Großkapitals abhängig war. Ihm wurde deswegen schon von Zeitgenossen der wenig schmeichelhafte Beiname „Condottiere von Florenz“ gegeben. Die erhofften Zahlungen blieben jedoch aus oder trafen erst verspätet ein. Ein Teil des Reichsheeres musste daher schon im September 1401 in Augsburg wieder entlassen werden. Mit dem Rest des Heeres zog Ruprecht in Begleitung seiner Frau über die Alpen und kam am 14. Oktober 1401 nach Trient.
Die Florentiner erklärten ihm, dass sie die 65.000 Dukaten erst zahlen wollten, wenn der König mit dem Krieg gegen Mailand seine vertraglichen Verpflichtungen erfüllt habe. Mailand war ein gemeinsamer Feind Ruprechts und der Florentiner. Wenzel hatte 1395 für die enorme Summe von 100.000 Florin das bisherige Reichsvikariat Mailand in ein Herzogtum umgewandelt und es Gian Galeazzo Visconti übertragen, einem Gegner von Florenz. Dieser Akt stellte zugleich eine Entfremdung von Reichsgut dar, was einer der Gründe für die Absetzung Wenzels durch die rheinischen Kurfürsten war. Ruprecht hatte bei seiner Königswahl denn auch zugesagt, gegen die Visconti vorzugehen. Eine Niederlage gegen das von Ottobuono Terzi und Facino Cane angeführte mailändische Heer bei Brescia am 24. Oktober 1401 machte jedoch schnell den Unterschied zwischen den finanzstarken Visconti und Ruprecht deutlich. Wichtige Verbündete wie der Kölner Erzbischof Friedrich oder Leopold von Österreich verließen zudem Ruprechts Heer. Geschwächt musste sich Ruprecht über Bozen und das Pustertal nach Padua zurückziehen. Dort saß er fest und bezog 1401/02 das Winterquartier.
Venedig empfing Ruprecht ehrenvoll, bot ihm jedoch keine Unterstützung an und erklärte seine „Neutralität“. Mitte April 1402 entschloss sich Ruprecht zum Rückzug ins Reich nördlich der Alpen. Immerhin schenkte Venedig ihm 4000 Dukaten für die Rückreise. Der gescheiterte Italienzug war eine schwere Belastung für Ruprechts weiteres Königtum. Statt als „Condottiere von Florenz“ wurde er nun als der „Goggelmann mit der leeren Tasche“ von den Zeitgenossen verspottet. Nach der Chronik des Burkhard Zink kam Ruprechts Heer „mit spott und schanden“ aus Italien zurück. Die Idee eines Romzuges wurde von Ruprecht bis 1406 weiterverfolgt, konnte jedoch nicht mehr umgesetzt werden. Auch der baldige Tod von Gian Galeazzo Visconti am 3. September 1402 brachte Ruprecht keinen Vorteil. Die in der Stauferzeit noch ausgeübte Ordnungsfunktion der römisch-deutschen Könige in Reichsitalien konnte von Ruprecht ebenfalls nicht mehr wahrgenommen werden.

#### Herrschaftsstruktur und Herrschaftspraxis

##### Finanzen
Im frühen 14. Jahrhundert konnte der römisch-deutsche König noch jährlich über regelmäßige Einkünfte aus dem Reich von 100.000 Gulden verfügen. Als Kurfürst gehörte Ruprecht zu den reichsten Fürsten, aber als König war er stets vor finanzielle Herausforderungen gestellt, konnte jedoch aus dem zusammengeschrumpften Reichsgut wohl nur noch 17.500 Gulden erwarten. Kredite waren der einzige Ausweg, so nahm er nach den Berechnungen Peter Moraws wohl insgesamt eine halbe Million Gulden an Krediten auf. Nach neuesten Forschungen stellte diese Summe nur einen kleinen Teil der königlichen Verbindlichkeiten dar. Ruprecht musste bis 1402/05 seine Erblande besteuern, um die Schulden aus dem Italienzug zu begleichen. Gemäß seinem Versprechen gegenüber den rheinischen Kurfürsten beseitigte er 1401 die Zölle. Doch sein Vorhaben, die Zölle neu zu ordnen, blieb erfolglos, auch weil er den Kurfürsten zugesagt hatte, keine neuen Zölle ohne ihre Zustimmung einzuführen. Auch die von Ruprecht 1404 entwickelten Pläne für eine königliche Münzstätte in Frankfurt, die eine neue einheitliche Münze im Reich prägen sollte, konnten nicht verwirklicht werden. Als Reichsoberhaupt waren immerhin seine Bemühungen um den königlichen Judenschutz erfolgreicher als seine Vorhaben bei Zoll und Münze. Diesen Schutz ließ man sich üblicherweise bezahlen. Als Pfalzgraf hatte Ruprecht die Juden noch aus der Kurpfalz vertreiben lassen und damit die judenfeindliche Politik seines Vaters fortgesetzt. Als König jedoch war das Judenregal eine wichtige Einnahmequelle. Die Abgabe des seit Ludwig dem Bayern eingezogenen „Goldenen Opferpfennigs“ wurde von ihm reorganisiert. Die Kopfsteuer hatten alle Juden über zwölf Jahre zu entrichten. Im Jahr 1407 ernannte Ruprecht Israel von Rothenburg zum Hochmeister für alle Juden des Reiches. Dadurch wollte er sich über die weit verstreuten Judengemeinden im Reich einen besseren Überblick verschaffen.

##### Heiratsprojekte
Ein wesentliches Mittel der Herrschaftsdurchsetzung und -legitimation war die Heiratspolitik, die sich in der Zeit vor 1400 und wieder nach 1410 für Ruprecht vor allem auf die Interessen in der Kurpfalz konzentrierte. So war Ruprechts eigene Ehe mit der Nürnberger Burggräfin Elisabeth von Hohenzollern wegen der voraussichtlichen Herrschaft in der Oberpfalz geschlossen worden. Die 1392 geschlossene Ehe von Ruprechts erstgeborenem Sohn Ruprecht Pipan mit der Gräfin Elisabeth von Sponheim wurde mit der Aussicht auf das Sponheimer Erbe geschlossen. Die Ehe blieb jedoch kinderlos und Pipan starb bereits 1397.
Durch Ruprechts Königtum erweiterten sich die Handlungsspielräume bei der Suche nach geeigneten Ehepartnern gewaltig, denn nun konnte Ruprecht auch mit europäischen Herrscherhäusern auf Augenhöhe über Heiratsprojekte verhandeln. So warb Ruprecht nur drei Tage nach seiner Königskrönung erfolgreich um eine Braut für seinen Sohn Ludwig am englischen Königshof. Das Heiratsprojekt mit König Ruprecht war auch für das Haus Lancaster von erheblicher Bedeutung. Heinrich IV. hatte 1399 den umstrittenen Richard II. abgesetzt, aber seine Herrschaft hatte noch nicht komplett den Makel der Illegitimität verloren. Am 7. März 1401 wurden die Heiratskontrakte in London unterzeichnet. Beide Seiten erhofften sich einen Gewinn an Ansehen und die Festigung ihrer königlichen Stellung auf europäischer Ebene. Jedoch konnte zunächst keine Einigung bei den Modalitäten der Mitgiftzahlungen für die Braut erzielt werden. Bei einem weiteren Treffen am 16. August 1401 in Dordrecht wurden drei Zahlungstermine über 40.000 Nobeln bis spätestens 1404 vereinbart. So fand am 6. Juli 1402 in Köln die Hochzeit zwischen Ruprechts ältestem Sohn Ludwig und Blanca von Lancaster, der ältesten Tochter Heinrichs IV. von England, statt. Die Hochzeit blieb wegen des frühen Todes der erst 17-jährigen Blanca im Jahr 1409 längerfristig ohne erkennbare Folgen.
Ein Heiratsprojekt zwischen Ruprechts Tochter Elisabeth und Herzog Friedrich von Tirol konnte erst im Herbst 1406 erfolgreich abgeschlossen werden. Ruprecht gewann mit den Habsburgern einen wichtigen Bündnispartner im Süden und Südosten des Reiches. Mit Katharina, der Schwester des nordischen Unionskönigs Erich von Pommern, und Ruprechts Sohn Johann wurde 1407 ein weiteres Eheprojekt verwirklicht. Ruprecht wollte wohl unter der Betonung seines königlichen Vorrangs an die im Ostseeraum sehr aktive Politik Kaiser Karls IV. anknüpfen. Es war das letzte realisierte Eheprojekt während Ruprechts Königtum. Weitere Eheprojekte mit den Häusern Aragón und Savoyen, den Visconti und den Luxemburgern konnten nicht verwirklicht werden.

##### Itinerar und königliche Zentralorte
Mittelalterliche Königsherrschaft wurde im Reich ohne feste Residenz durch „ambulante Herrschaftspraxis“ ausgeübt. Ruprecht musste also durch das Reich ziehen und durch persönliche Anwesenheit seiner Herrschaft Geltung und Autorität verschaffen. Sein Itinerar (Reisewege im Reich) konzentrierte sich dabei auf den Raum zwischen Mosel, Mittelrhein und Neckar mit der territorial-pfalzgräflichen Residenz Heidelberg sowie der Oberpfalz mit der Reichsstadt Nürnberg. Es ist das räumlich beschränkteste Itinerar eines mittelalterlichen Königs.
Eines der bedeutendsten Zentren der Wittelsbacher in der Kurpfalz war Heidelberg. Der 1196 erstmals erwähnte Ort gehörte seit 1225 zur wittelsbachischen Herrschaft. Unter Ruprecht I. wurde die Stadt zum Zentrum der pfalzgräflichen Herrschaft. Mit der Übernahme der Pfalzgrafschaft ab 1398 residierte auch Ruprecht wie sein Vater und Großonkel in Heidelberg. Neben Heidelberg hatte auch Amberg besondere Bedeutung für Ruprecht. Am 14. September 1400 und damit rund vier Wochen nach seiner Königswahl bestätigte Ruprecht in einem Feld zu Frankfurt die Rechte und Freiheit der Stadt Amberg. Auch eine seiner ersten Stiftungen tätigte Ruprecht für Amberg. Zu dieser Stadt hatte Ruprecht vielfach persönliche Beziehungen. Dort wurde er 1352 nicht nur geboren, sondern vermählte sich 1374 auch dort. Auch fand sein Sohn Ruprecht Pipan 1397 seine letzte Ruhestätte in St. Martin in Amberg.

##### Hof

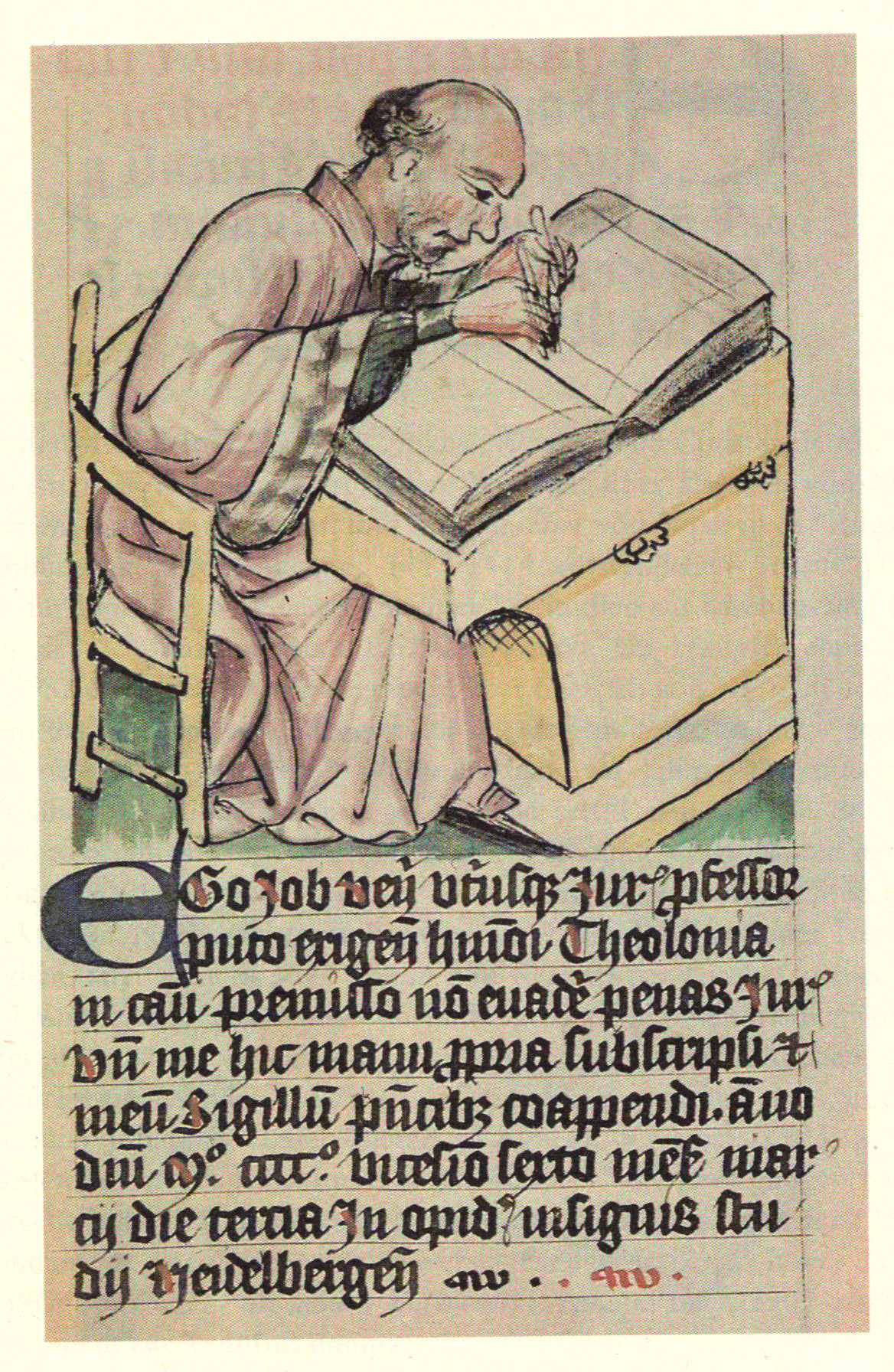
Gelehrtenporträt Job Veners in einem Rechtsgutachten. Miniatur in der Bilderhandschrift des Winand von Steeg (München, Bayerisches Hauptstaatsarchiv, Geheimes Hausarchiv, HS 12, fol. 8)

Am Königshof wurden die politisch ausgehandelten und gelebten Beziehungen zwischen König und Großen visualisiert. Dabei nahm der Königshof als „Bühne zur Selbstdarstellung und Rangdemonstration der Fürsten“ eine wichtige Funktion ein. Der Metzer Hoftag Karls IV. von 1356 galt durch die Ausübung der Hofdienste der sieben Kurfürsten als ein Höhepunkt spätmittelalterlicher Herrschaftsrepräsentation. Von etwa 1375 bis um 1470 zeichnete sich jedoch eine „Destruktion des Herrscherhofes“ ab. Den Königen, die auf Karl IV. folgten, gelang es nicht mehr, die politische und soziale Elite in den königlichen Hof zu integrieren. Die Großen des Reiches hatten seit dem letzten Drittel des 14. Jahrhunderts das Interesse am Rats- und Hofdienst verloren. Auf den Hoftagen versammelten sich die Großen des Reiches zwar zu Beratungen, aber unter Ruprecht war die Zahl der Reichstage geringer und der Herkunftsraum der Teilnehmer deutlich eingeschränkter als noch unter Karl IV. Die Hoftage wurden nur noch von einer geringen Zahl von Reichsfürsten besucht. Der Frankfurter Hoftag von 1409 zu den Fragen zum Konzil von Pisa war der einzige Hoftag, der von einer ansehnlicheren Zahl Großer besucht wurde. Ruprechts Hof fehlte es an Anziehungskraft: Lediglich drei Reichsfürsten, mit denen Ruprecht auch noch verwandt oder verschwägert war, legten sich den Titel eines königlichen Rates zu, die Herzöge von Bayern-Ingolstadt und der Burggraf von Nürnberg Friedrich VI. aus dem Haus Hohenzollern, der spätere Kurfürst von Brandenburg. Vor allem Friedrich VI. war ein enger politischer Verbündeter Ruprechts. Über Friedrichs Schwester waren beide miteinander verschwägert. Friedrich hatte nicht nur Ruprechts Wahl zum König mit ermöglicht, sondern begleitete ihn auch auf seinem Italienzug. Ruprecht wiederum legte 1401 in einer Eheverabredung zwischen Burggraf Friedrich und Elisabeth von Bayern die Bedingungen fest.
Der wichtigste Bestandteil des Hofes war die Kanzlei. Nach Ellen Widder war die spätmittelalterliche Kanzlei keine feste Institution, sondern ein flexibler personaler Verband. Der Bischof von Speyer Raban von Helmstatt spielte eine wichtige Rolle in der Kanzlei unter Ruprecht; Ruprecht ernannte ihn im Herbst 1400 zu seinem Kanzler. Nach Peter Moraw, der das Kanzleipersonal untersucht hat, bestand der Hofrat aus mindestens 107 Personen, nämlich aus 76 Laien und 31 Geistlichen. Die Zusammensetzung dieses Rates war mit der eines Territorialfürsten vergleichbar. Von 107 Räten stammte etwa die Hälfte aus dem Hausmachtadel und je ein Viertel aus dem nicht territorialen Adel und dem Klerus. Ruprechts Kanzlei jedoch war stärker auf das Königtum ausgerichtet und weniger territorial bestimmt. Zahlreiche Protonotare waren vor ihrem Eintritt in die königliche Kanzlei nicht in der pfalzgräflich-territorialen Verwaltung tätig gewesen. Zwei der wichtigsten Berater am Hof waren Matthäus von Krakau sowie der Deutschmeister Konrad von Egloffstein.

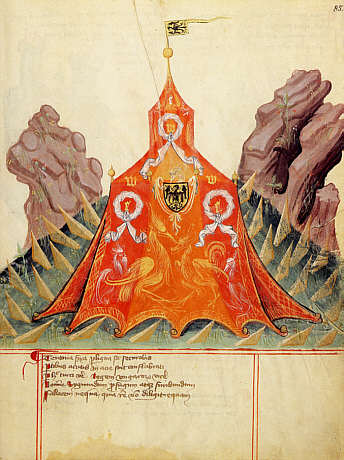
Bellifortis, Göttingen, Niedersächsische Staats- und Universitätsbibliothek, 2° Cod, ms. philos, 63 cim., fol. 85r

Unter Ruprecht war das Hofgericht besonders intensiv tätig. Von Oktober 1400 bis Dezember 1403 belegen 436 Urkunden die richterliche Tätigkeit des Königs und seines Hofrichters. Für das letzte Drittel der Zeit Ruprechts und damit für nicht einmal dreieinhalb Jahre konnten 464 Regesten nachgewiesen werden. Im Vergleich zu seinen Vorgängern war Ruprecht deutlich geschäftiger: Den 1686 Regesten in 24 Jahren Königszeit Wenzels stehen 1388 in den gerade einmal zehn Jahren unter Ruprecht gegenüber. Nach Ute Rödel war Ruprecht als oberster Richter „erstaunlich erfolgreich“. Dagegen drückt für Ellen Widder die Zunahme der gerichtlichen Schriftenproduktion ein „Legitimationsproblem“ gegenüber seinem noch lebenden abgesetzten Luxemburger Vorgänger Wenzel aus. Schriftgutproduktion samt Verwaltungshandeln sind nach ihrer Auffassung nur aus dem Zwang heraus zu erklären, das Königtum Ruprechts zu legitimieren.
Eine Reihe von Faktoren führten in ihrer komplexen Wechselwirkung zu einem geradezu sprunghaften Anwachsen der Schriftgutproduktion. Die Produktion von Texten wurde leichter, weil statt Pergament das deutlich billigere Papier verfügbar war. Außerdem erzwangen die veränderten und vielschichtigeren Rechtsverhältnisse auf allen Ebenen mehr Schriftverkehr und Rechtssetzungsakte. Zudem nahm die seit langer Zeit anwachsende und sich weiter verbreitende Schreib- und Lesefähigkeit im 15. Jahrhundert zu. Dementsprechend stehen aus dieser Zeit weitaus mehr schriftliche Quellen zur Verfügung, darunter auch eine hohe Zahl an Urkunden, als aus den vorangehenden Jahrzehnten. So sind von Ruprecht etwa 4800 Urkunden und Briefe erhalten. Unter ihm sind auch Ansätze einer Modernisierung und Rationalisierung erkennbar. Mit Ruprecht setzt die durchgehende Reihe der Reichsregistraturbücher ein, die wesentliche Aspekte der Regierungstätigkeit dokumentierte: Darin wurden die ausgestellten Urkunden erfasst. Das älteste Lehnsbuch der Kurpfalz und das erste, allerdings unvollständige, Reichslehnsbuch (1401) wurden auf Ruprechts Initiative verfasst. Auch die 1409 angelegte Hofgerichtsordnung ist die erste erhaltene ihrer Art. Für die Eigenart der Herrschaft Ruprechts hat Ernst Schubert von der „Versachlichung der Königsherrschaft“ gesprochen.
Ruprecht interessierte sich wahrscheinlich auch für Schriften der Kriegstechnik, denn Konrad Kyeser versah eine Ausgabe seines Bellifortis (der Kampfstarke), ein kriegstechnisches Kompendium, mit einer Widmung an König Ruprecht. Es ist zugleich die früheste zeitliche Bestimmung einer Bellifortis-Handschrift. Das Widmungsexemplar hat Ruprecht jedoch vermutlich nie erhalten.
Die bereits unter Karl IV. einsetzende Tendenz einer Akademisierung der Angehörigen von Rat und Kanzlei setzte sich unter Ruprechts Königtum fort. Dieser Wandel wird von Peter Moraw mit der „Verwissenschaftlichung des Regierens“ umschrieben. So war der aus dem Schwäbisch Gmünder Patriziat stammende promovierte Rechtsgelehrte Job Vener als Protonotar (faktischer Kanzleileiter) und Rat tätig. Rund drei Wochen nach Ruprechts Wahl zum König wurde Job erstmals im Königsdienst erwähnt; die früheste Bezeichnung als Protonotar ist für den 11. März 1401 belegt. Er hatte wesentlichen Anteil daran, dass unter Ruprechts Herrschaft jedes Jahr mehr Königsurkunden produziert wurden als unter den bisherigen Herrschern. In einem bis dahin nicht gekannten Ausmaß wurden von Ruprecht Universitätsprofessoren herangezogen. Ernst Schubert hat die hohe Anzahl von Theologen unter Wenzel und Ruprecht hervorgehoben. Unter Ruprecht setzte darüber hinaus eine Institutionalisierung von Hofbehörden ein. Das Hofgericht wurde durch Prokuratoren erweitert, während auf die Mitwirkung der Großen am Hofgericht von Ruprecht bewusst verzichtet wurde. So stellte er 1401 die Privilegien vieler Romzugsteilnehmer trotz Anwesenheit vieler Großer im Augsburger Feldlager allein aus königlicher Autorität aus. Auch verzichtete Ruprecht auf die Großen als Beisitzer im Hofgericht, wodurch jedoch auch ein wesentliches Element politischer Integration im Reich verloren ging. Die institutionelle Verfestigung des Hofgerichtes unter Ruprecht war erst unter Friedrich III. mit dem Kammergericht abgeschlossen.

##### Heiliggeistkirche Heidelberg und Förderung der Universität
Ruprecht förderte die 1386 gegründete Universität Heidelberg, die nach Prag und Wien die dritte Universitätsgründung im Reich war. Zur materiellen Unterstützung des Lehrkörpers der Universität gründete er das Heidelberger Heiliggeiststift. Das Vorhaben, die Heiliggeistkirche zu einem Kollegiatstift zu erheben, wird erstmals 1403 in einer Bulle von Papst Bonifaz IX. deutlich. Die Heiliggeistkirche wurde von der Pfarrei der Heidelberger Peterskirche abgelöst, zur Kollegiatkirche erhoben und mit vier Pfründen der Marienkirche zu Neustadt ausgestattet. Ruprechts Beweggründe waren die Sorge um das Seelenheil sowie die „Vermehrung des Gottesdienstes und Konsolidierung der Universität“. Die Einrichtung des Kollegiatstiftes war aufgrund der begrenzten stifterlichen Mittel und Ruprechts Tod erst 1418 vollständig abgeschlossen.
Mit dem Heiliggeiststift begründete Ruprecht eine neue dynastische Erbbegräbnisstätte und eine dem Rang angemessene capella regia (königliche Kapelle). Die von ihm gegründete Stiftskirche wählte er auch als seine letzte Ruhestätte aus. Damit gab er die bisherige pfälzische Grablegetradition im Kloster Schönau oder in der Stiftskirche Neustadt auf. Fast alle Nachfolger bis 1686 fanden ihre letzte Ruhestätte im Umfeld von König und Königin.

##### Herrschaftsrepräsentation
Als König versuchte Ruprecht seinen monarchischen Rang zu betonen. Dazu nutzte er neben der Anlage einer königlichen Grablege und der Anbahnung einer Ehe für seinen Sohn Ludwig mit einer englischen Königstochter auch das Königssiegel, eigene Münzprägungen und das heraldische Repertoire. Das in der ersten Hälfte des 15. Jahrhunderts entstandene Stuttgarter Wappenbuch besteht aus verschiedenen Manuskriptteilen, die von verschiedenen Künstlern im Abstand von einigen Jahren geschaffen wurden. Ruprecht wird darin mit einem königlichen Vollwappen dargestellt.
Vor seiner Königswahl nutzte Ruprecht im Siegel die Dreikombination aus Löwen-, Rauten- und Kurschild. Das königliche Siegel zeigt Ruprecht auf einem Thron sitzend mit Krone, Reichsapfel und Szepter. Zu seinen Füßen befinden sich zwei Löwen. Rechts und links wird der thronende Herrscher von zwei Wappenschilden flankiert. Nach seiner Königskrönung zeigen die in der Frankfurter Münzstätte geprägten Gulden von 1400 bis 1402 den Reichsadler auf dem Rautenschild sitzend bzw. diesen festhaltend.

#### Letzte Jahre

##### Marbacher Bund
Am 14. September 1405 schlossen sich Kurmainz, Baden, Württemberg und 17 schwäbische Städte zum Marbacher Bund gegen Ruprecht zusammen. Angeführt wurde das im schwäbischen Marbach geschlossene Bündnis vom Mainzer Erzbischof Johann. Die Beweggründe der Beteiligten waren unterschiedlich: Die Städte befürchteten neuerliche Hilfezahlungen, die Ruprecht fordern könnte. Zwischen dem Mainzer Erzstift und der Kurpfalz wiederum bestand eine Rivalität, die aus territorialen Streitigkeiten herrührte. Ruprecht vermied jedoch eine offene Konfrontation mit dem Bund und setzte auf Propaganda: Die Friedenswahrung stehe nur dem König zu.
Der Höhepunkt der Auseinandersetzung mit dem Marbacher Bund spiegelt zugleich die Krise des Königtums wider. So sind fast keine Erste Bitten und ausgefertigte Panisbriefe überliefert. Der Kölner Erzbischof Friedrich III. von Saarwerden trat im Konflikt als Vermittler auf. Im Jahr 1407 konnte ein Ausgleich gefunden werden. Am 27. Februar 1407 versicherten sich Ruprecht und Johann II. in Hemsbach, kein Bündnis ohne Vorwissen und Einwilligung des anderen mehr zu schließen. Im Gegenzug wollte der Mainzer Erzbischof den Marbacher Bund über 1411 nicht mehr verlängern, zumal Ruprecht am 5. April 1408 auch ein Bündnis mit Straßburg und anderen elsässischen Reichsstädten schmieden konnte. Später trat der Landgraf von Hessen Hermann hinzu.

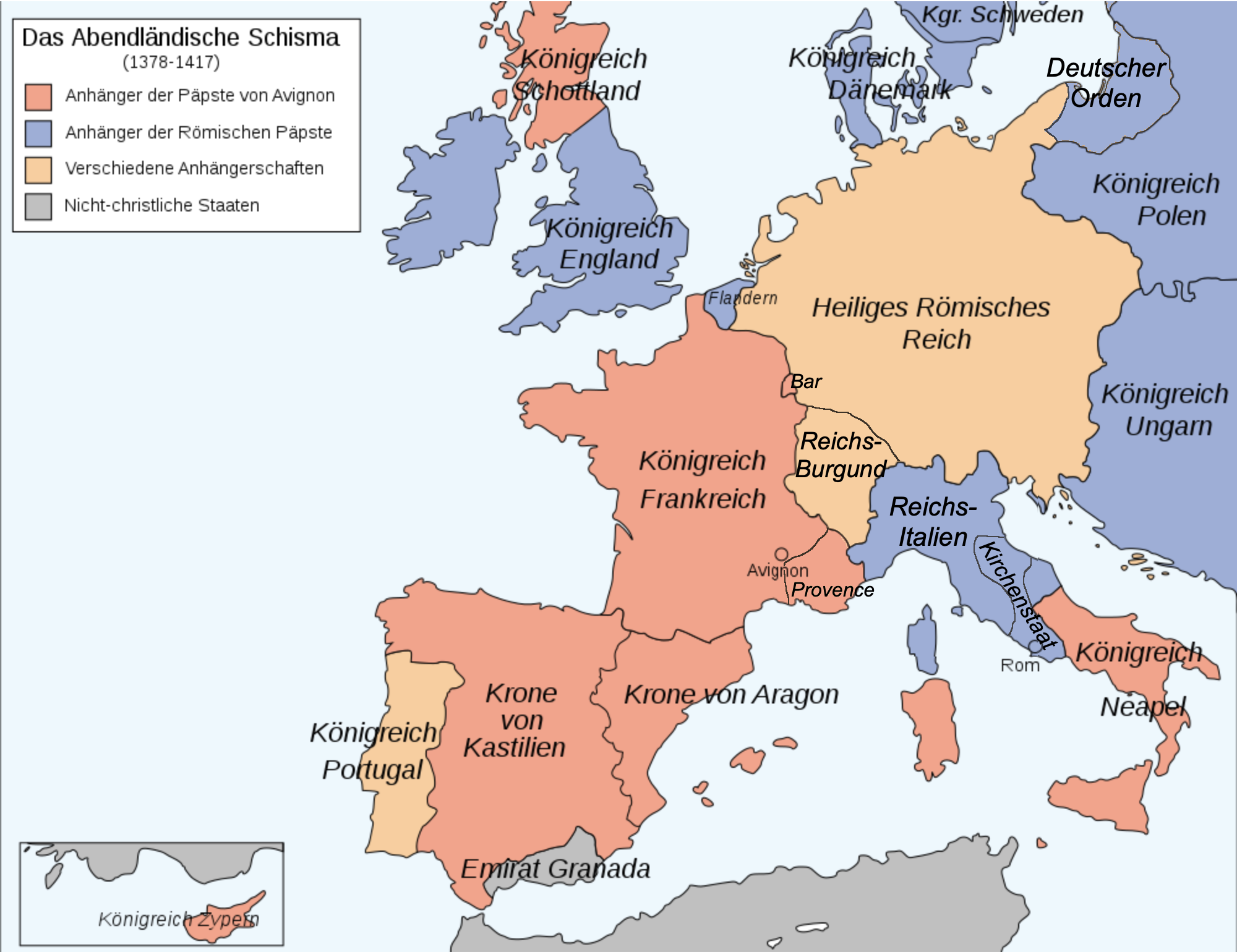
Das Abendländische Schisma

##### Konzilspolitik

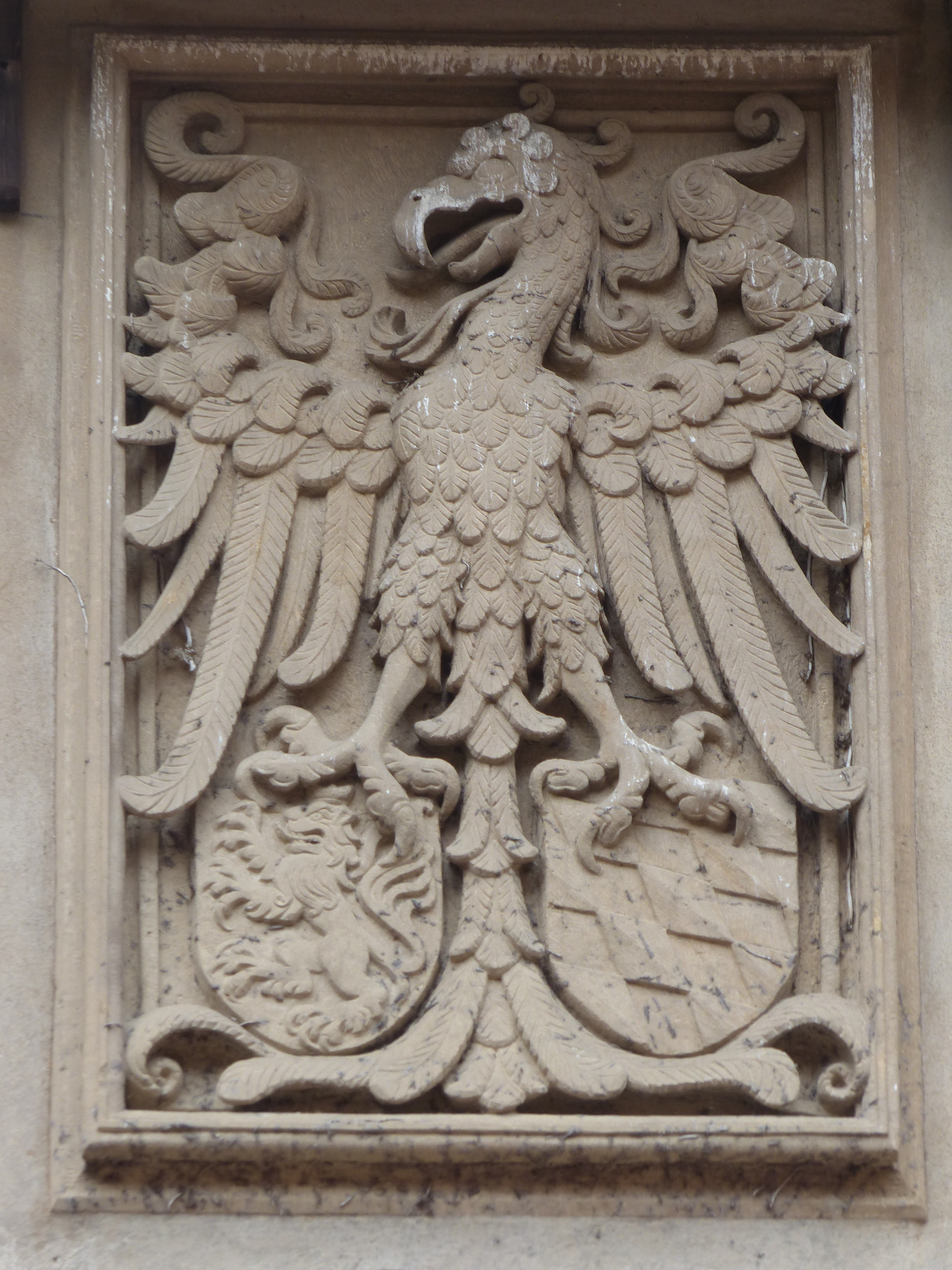
Wappentafel mit Adler König Ruprechts am Ruprechtsbau des Heidelberger Schlosses. Der Adler hält in seinen Fängen heraldisch rechts das pfälzische Löwenwappen, heraldisch links das Rauten- oder Weckenwappen.

Seit 1378 bestand das Große Schisma, durch das die lateinische Kirche in zwei Obödienzen mit Päpsten in Rom und Avignon geteilt war. Frankreich neigte dem avignonesischen und England dem römischen Papst zu. Ruprecht hielt bis zu seinem Tod an der römischen Obödienz fest. Er befürwortete ein Konzil, das er selbst einberufen wollte. Seine politischen Möglichkeiten auf europäischer Ebene blieben jedoch gering. Alle seine Vorstöße in der Kirchenfrage blieben ergebnislos. In den sogenannten Heidelberger Postillen 1409 sprach er sich gegen die Entscheidungshoheit des Konzils aus, das von Kardinälen des römischen und des avignonesischen Papstes im Juni 1408 nach Pisa einberufenen wurde, und plädierte für die Rechtmäßigkeit des römischen Papstes. Ruprecht befürchtete, die Versammlung stehe völlig unter französischem Einfluss. Das Konzil von Pisa trat am 25. März 1409 mit rund 500 Teilnehmern dennoch zusammen. Ruprechts Gesandte verlasen zwar dort die Heidelberger Appellation vom 23. März 1409, in der alle Beschlüsse für ungültig erklärt wurden. Die Einberufung eines Konzils durch Kardinäle sei unrechtmäßig. Möglicherweise stand hinter Ruprechts kritischer Haltung die Idee eines königlichen Einberufungsrechtes, doch änderte sich nichts an der Abhaltung des Konzils. Im Reich isolierte sich Ruprecht mit seiner Haltung, da die gegen Ruprecht stehenden Kräfte, vor allem der Mainzer Erzbischof Johann II., für das Konzil eintraten. Vom Pisaner Konzil erhoffte sich Wenzel außerdem eine Revision seiner Absetzung. Er erkannte das Pisaner Konzil an und entzog Papst Gregor XII., zu dessen Partei er bislang gestanden hatte, die Obödienz. Von der Pisaner Versammlung wurde er daraufhin als rechtmäßiger König bestätigt.
Der avignonesische Papst Benedikt XIII. und auch der römische Papst Gregor XII. wurden auf dem Konzil schließlich für abgesetzt erklärt und Kardinal Peter Philargi als Alexander V. zum neuen Papst gewählt. Der Mainzer Erzbischof Johann II. unterstützte das Konzil und den dort erkorenen Papst Alexander V. Die beiden Abgesetzten erkannten den Akt jedoch nicht an. Benedikt XIII. wurde vor allem durch die Krone von Aragonien und das Königreich Kastilien mit León unterstützt, Gregor XII. durch König Ladislaus von Sizilien-Neapel, König Ruprecht und einem Teil der deutschen Fürsten. Das Konzil von Pisa erreichte also keine Einigung der lateinischen Kirche unter einem allseits anerkannten Oberhaupt, sondern brachte einen dritten Prätendenten für das Papstamt hervor.

### Tod und Nachfolge

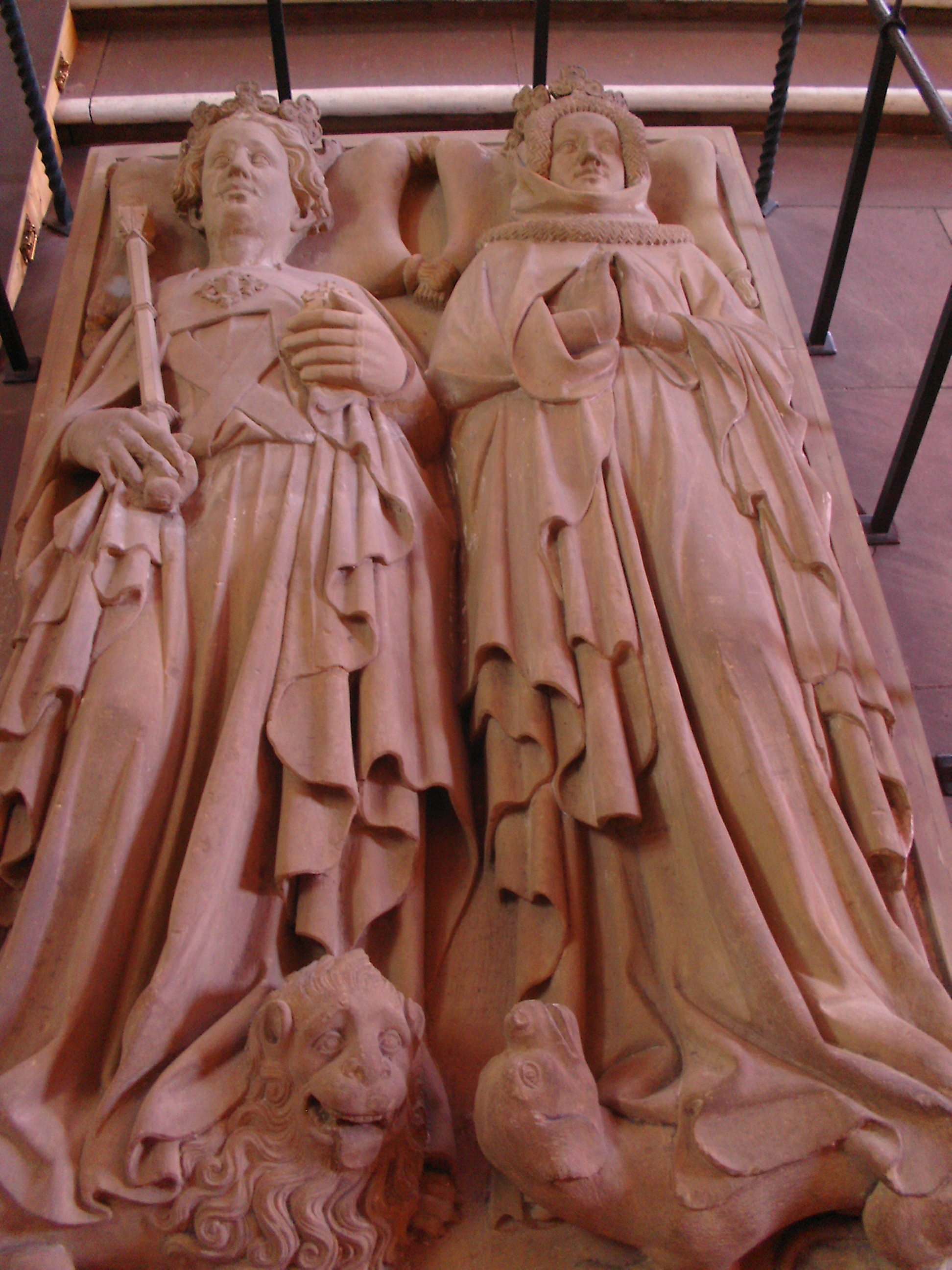
Grabdenkmal Königs Ruprechts und seiner Frau Elisabeth von Hohenzollern in der Heiliggeistkirche Heidelberg.

In den Monaten vor Ruprechts Tod verstärkte der Mainzer Erzbischof Johann seine Bemühungen, Ruprecht abzusetzen. Ruprecht war verzweifelt auf der Suche nach Unterstützung, worauf seine nachweisbare Anwesenheit im März 1410 in Marburg, von März bis April in Heidelberg, im April in Nürnberg, danach erneut in Heidelberg und im Mai in Oppenheim hindeutet.
Kurz vor seinem Tod ordnete er den Verkauf seiner Krone an, um mit dem Erlös Schulden bei einem Apotheker, Schmied, Schumacher, Maler und anderen armen luten zu bezahlen. Das 15. Jahrhundert ist zugleich das Jahrhundert der mittelalterlichen Reichsgeschichte, aus dem die meisten schriftlichen Zeugnisse für die Verpfändung von Kronen vorliegen. Am 18. Mai 1410 starb Ruprecht mit 58 Jahren auf der Burg Landskron bei Oppenheim am Rhein. Seine Gemahlin starb ein Jahr später. Ruprecht wurde wohl zwei Tage nach seinem Tod in der Heiliggeistkirche beigesetzt. Am Begräbnis nahmen weder die Kurfürsten noch bedeutende Reichsfürsten teil. Mit den Söhnen des Königs und dem Erzbischof von Riga waren nur wenige hohe Würdenträger zugegen. In den Reichsstädten Nürnberg, Frankfurt und Nördlingen sind Trauerfeierlichkeiten nachweisbar. Am 9. Juni fand in Heidelberg das Begängnis statt. Große Reichsfürsten nahmen nicht teil. Beigesetzt wurde Ruprecht in der noch unvollendeten Kirche des von ihm gegründeten Heidelberger Heiliggeiststiftes. Seine Frau wurde an seiner Seite begraben. Vor 1419 wurde über der Königsgruft ein Hochgrab errichtet. Die mehrfach restaurierte Deckplatte hat die Zerstörungen der Stadt und die Plünderungen fast aller kurfürstlichen Gräber in der Heidelberger Heiliggeistkirche im Zuge des Pfälzischen Erbfolgekrieges im Jahr 1693 überdauert. Auf der aus hellgrauem Sandstein gefertigten Deckplatte ruhen die Häupter des Königspaares auf Kissen und werden mit königlicher Pracht präsentiert. Ruprecht trägt das Szepter in seiner Rechten, in seiner Linken den Reichsapfel und auf dem Kopf eine Dreipasskrone. Die Grabplatte, die sich heute im nördlichen Seitenschiff befindet, hatte ihren ursprünglichen Ort als Hochgrab an zentraler Stelle im Hochchor.
Entgegen bestehender Hausverträge hatte Ruprecht verfügt, die Herrschaft und das Territorium unter seinen vier Söhnen aufzuteilen. Die Teilung sollte eine zu diesem Zweck bestellte Kommission von sieben ihm nahe stehenden Räten durchführen. Trotz der Aufteilung der Pfalzgrafschaft in vier Teile war das Territorium 1410 größer als 1395. Das Erbrecht am unveräußerlichen Kern der nach der Goldenen Bulle unteilbaren Kurpfalz sicherte Ruprecht zwei Tage vor seinem Tod Ludwig zu. Ruprechts jüngere Söhne Johann, Stephan und Otto erhielten jeder ein selbständiges Herzogtum, nämlich Pfalz-Neumarkt, Pfalz-Simmern-Zweibrücken und Pfalz-Mosbach. Sehr viel stärker als in der Rupertinischen Konstitution wurden in der Erbordnung von 1410 also die Rangansprüche der jüngeren Brüder berücksichtigt.
Die Teilung war nach zeitgenössischer Sichtweise keineswegs so negativ, wie sie die spätere Historiographie auffasste: Mit der Teilung konnten innerdynastische Auseinandersetzungen vermieden werden. Auf lange Sicht garantierte die Erbteilung das Überleben des Hauses Wittelsbach. Alle noch heute lebenden Wittelsbacher stammen von König Ruprecht ab.
Ruprechts Sohn Ludwig III. strebte offenbar nicht an, seinem Vater als König zu folgen. Er unterstützte vielmehr den Luxemburger Sigismund als Kandidaten für die Königskrone. Weder Ludwig noch seine Brüder waren als Königskandidaten im Gespräch. In der politisch-sozialen Ordnung nahmen die Pfalzgrafen trotz des Verlustes der Königswürde mit einem Kurfürstentum und drei neuen Reichsfürstentümern weiterhin einen besonderen Rang ein. Der Herzog von Sachsen und Jobst von Mähren, der die brandenburgische Stimme für sich beanspruchte, wollten keine Königswahl. Sie unterstützten weiterhin ein Königtum Wenzels. Die rheinischen Kurfürsten dagegen wollten einen neuen König wählen. Letztlich wurde Wenzels jüngerer Bruder Sigismund aus dem Haus Luxemburg am 20. September 1410 durch Erzbischof Werner von Trier, Pfalzgraf Ludwig III. und Burggraf Friedrich VI. von Nürnberg zum König gewählt.

## Nachwirkung

### Wahrnehmung in der breiteren Öffentlichkeit

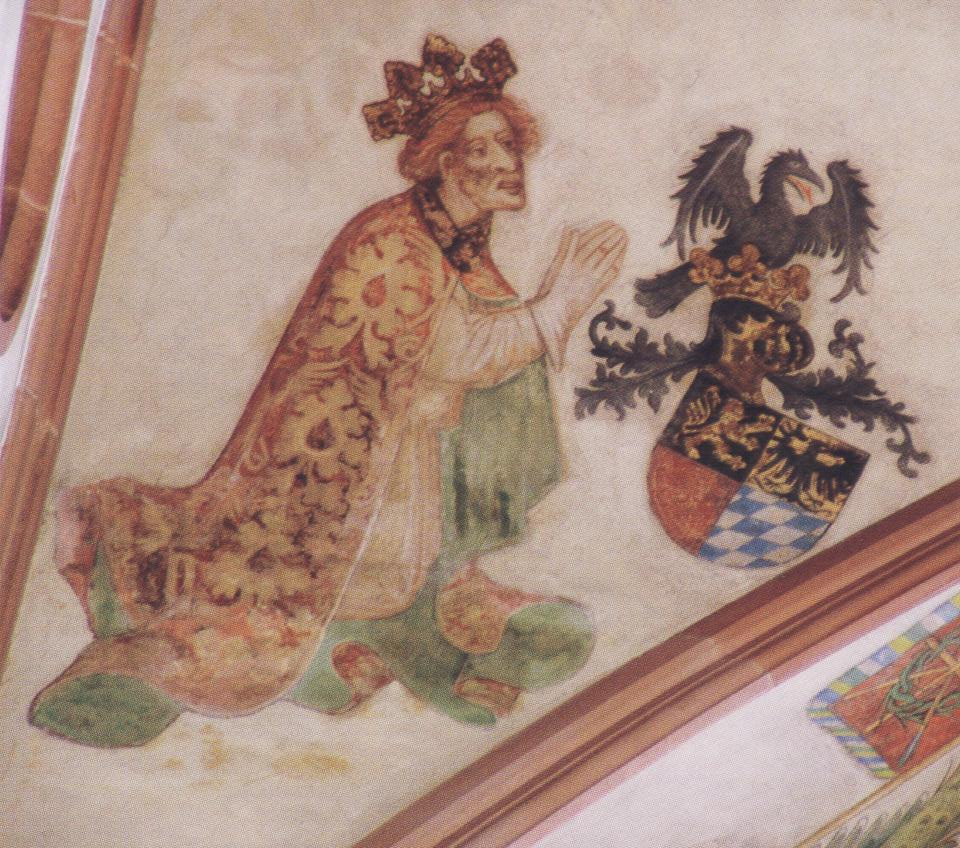
Ruprecht auf dem Gewölbe der Stiftskirche zu Neustadt an der Weinstraße

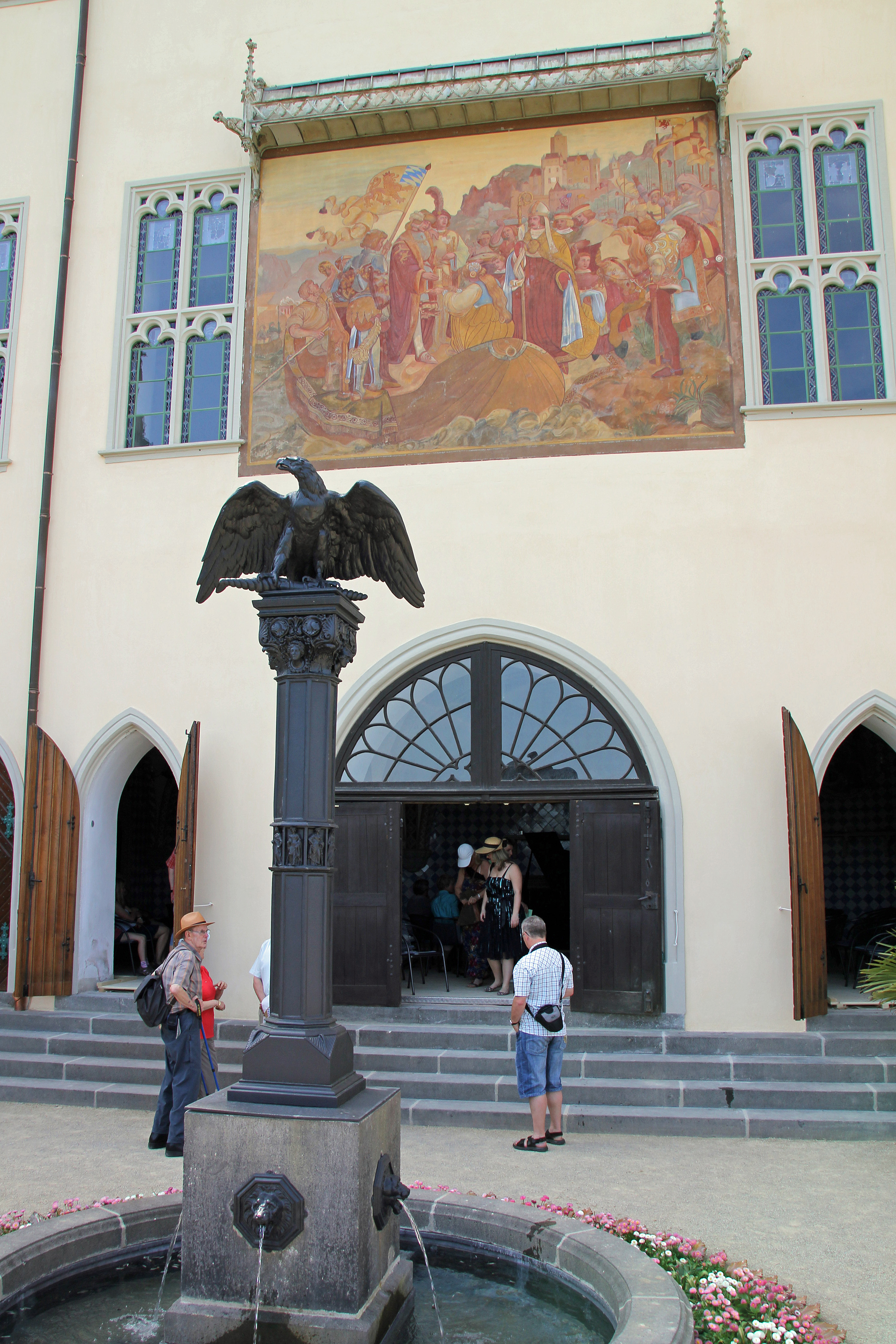
Ruprecht auf der Außenwand von Schloss Stolzenfels. Gemälde von August Gustav Lasinsky

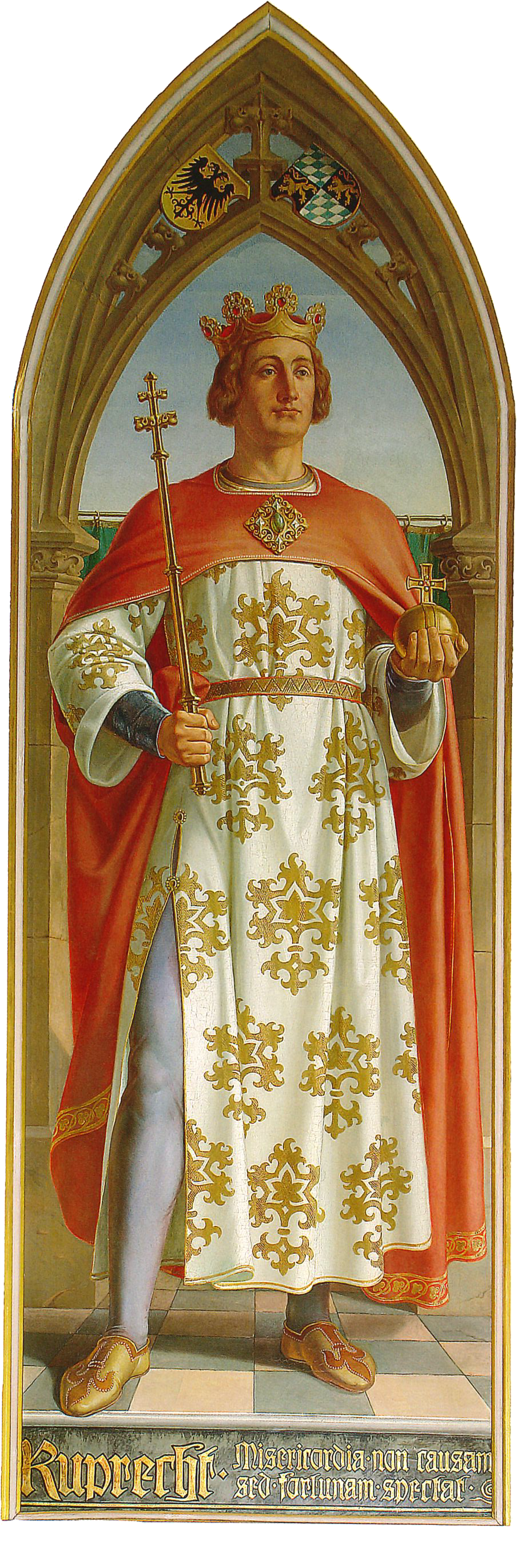
Ruprecht im Frankfurter Römer (Karl Ballenberger)

Im Vergleich zum Hochmittelalter veränderte sich die zeitgenössische Geschichtsschreibung. Statt des Lateinischen bediente man sich zunehmend der Volkssprache, wodurch mit den gebildeten städtischen Laien ein breiteres Publikum als zuvor angesprochen wurde.
Ruprechts Beiname „Clem(m)“ ist bereits zu seiner Zeit als Pfalzgraf belegt und hat weniger mit clemens („mild“) zu tun, sondern bedeutet wohl eher „klein“ oder „karg“ und „geizig“. Im Heidelberger Gemäldezyklus von 1559 mit Porträts der Pfalzgrafen und Kurfürsten aus dem Haus Wittelsbach und deren Gemahlinnen wird bereits Ruprechts Vorgänger Ruprecht II. als „Clem“ bezeichnet.
Die zeitgenössische Chronistik entwirft nach dem Scheitern des Italienzuges von König Ruprecht das Bild eines Bettelmannes. Die sogenannte vierte bayerische Fortsetzung der Sächsischen Weltchronik urteilte, er sei vor seiner Wahl als König als weiser und reicher Fürst erschienen, so dass man ihm glaubte, niemand anderes habe einen so großen Goldschatz wie er. Der ganze Reichtum sei ihm als König jedoch zerronnen.
In der Stiftskirche St. Ägidius sind König Ruprecht und seine Gemahlin sowie auch ihr Sohn Ludwig III. von der Pfalz mit seiner Gemahlin Blanca von England von einem Zeitgenossen an die Chordecke gemalt worden. Das Gemälde muss vor 1417 entstanden sein, dem Zeitpunkt der Heirat Ludwigs mit seiner zweiten Gemahlin Mechthild von Savoyen-Achaja. Ruprechts Vater wollte die Stiftskirche zu einem memorialen Zentrum umwandeln und ließ sich dort auch begraben.
Die späteren Wittelsbacher pflegten die Erinnerung an ihren königlichen Vorfahren. Von Ruprecht ließ sich der königsgleiche Rang vor allem der Pfälzer Linie ableiten. Ruprechts Sohn Ludwig III. führte die Bauarbeiten am sogenannten Ruprechtsbau des Heidelberger Schlosses fort. Er brachte im Obergeschoss eine Wappentafel mit Reichsadler an. Als ihr Urheber gilt der Frankfurter Dombaumeister und Bildhauer Madern Gerthener. Auf dem „Großen genealogischen Teppich“ von Pfalzgraf Ottheinrich erhielt Ruprecht in unmittelbarer Beziehung zum Auftraggeber einen besonderen Platz. Im Arbeitszimmer des bayerischen Königs Ludwig I. in der Münchner Residenz wurde im Jahr 1840 die von Ludwig Schwanthaler entworfene Statue aufgestellt.
König Friedrich Wilhelm IV. von Preußen ließ 1843/44 mit einem prachtvollen Außengemälde von August Gustav Lasinsky an Schloss Stolzenfels an Ruprecht erinnern, in dem dieser sogar als Kaiser erscheint. Auf dem Bild empfängt Kurfürst Werner von Trier am 30. August 1400 den neu erwählten Kaiser Ruprecht von der Pfalz gemeinsam mit dem Grafen von Hohenzollern als Gäste. Die Begegnung hat wohl niemals stattgefunden. Der preußische König war mit Elisabeth, der Schwester des bayerischen Königs Ludwig I. verheiratet. In Ruprecht wurde diese Verbindung als Ahnherrn, der selbst mit einer Hohenzollerin namens Elisabeth verheiratet war, vorweggenommen. Ein weiteres Phantasieporträt Ruprechts findet sich in Max Baracks Buch Die deutschen Kaiser, das sich offenbar an dem von Karl Ballenberger geschaffenen Bild Ruprechts im Frankfurter Römer orientiert. Das von Johann Philipp von der Schlichten um 1729 angefertigte Gemälde Ruprechts für die Mannheimer Residenz entbehrt ebenfalls jeglicher Authentizität.
Ein Jahr vor dem 500-jährigen Heidelberger Universitätsjubiläum wurden 1885 bei Grabungen im Chor der Heiliggeistkirche zwei gut erhaltene Skelette entdeckt. Fehlende Grabbeigaben verhinderten jedoch eine eindeutige Identifizierung mit Ruprecht und Elisabeth. Die Gebeine wurden in neuen Holzsärgen bestattet. Nach Bauarbeiten im Chor ruhen sie seit 1979 im kurfürstlichen Sammelgrab.
Im Jahr 1903 wurde zu seinem Gedenken der Ruprechtsturm in Oppenheim in Rheinland-Pfalz errichtet.
Am 21. August 1977 wurde die Kaiser Ruprecht Bruderschaft auf dem Königsstuhl von Rhens gegründet. Der Gründungstag war zugleich der Jahrestag, an dem im Jahre 1400 Ruprecht zum römisch-deutschen König gewählt wurde. Das Ziel der Bruderschaft ist es, die Erinnerung an den zunehmend in Vergessenheit geratenen Königsstuhl in Rhens zu pflegen. Im Jahr 2003 wurde der Verein Freundeskreis König Ruprecht gegründet.

### Forschungsgeschichte

#### Geschichtsbilder und Forschungsperspektiven
In der protestantisch-kleindeutschen Geschichtsschreibung des 19. Jahrhunderts galt das Spätmittelalter als Epoche des Zerfalls, da mit dem Ende der Staufer der Ausbau der Territorien und die Macht der Fürsten gegenüber der Macht des Königs stetig zunahmen. Die spätmittelalterlichen Herrscher galten als schwach und die Fürsten als eigensüchtig. Dieses Geschichtsbild blieb bis weit in das 20. Jahrhundert vorherrschend.
Seit den 1970er Jahren konzentriert sich die Mediävistik stärker auf das Spätmittelalter. Es wird sogar kein Jahrhundert in jüngster Zeit so intensiv erforscht wie das fünfzehnte. Dieses Jahrhundert wird jetzt weniger als eine Zeit krisenhafter Entwicklungen, sondern vielmehr als Epoche der Übergänge, der „offenen“ Verfassungszustände und der Neuansätze begriffen. In der Forschung wurde eine wachsende Eigenständigkeit der rheinischen Kurfürsten konstatiert. Ruprechts Königtum wurde als „eine verfassungshistorische Schlüsselepoche“ bezeichnet.

#### Beurteilung Ruprechts
Die Heidelberger Professoren befassten sich wiederholt mit den Anfängen ihrer Institution unter den drei Pfalzgrafen mit dem Namen Ruprecht. Sympathien genoss Ruprecht bei den Historikern, da er die Heidelberger Universität förderte. Der Heidelberger Gymnasialdirektor August Thorbecke veröffentlichte 1889 in der Allgemeinen Deutsche Biographie einen lange Zeit grundlegenden Artikel zu Ruprecht. Er kam zu einem ausgewogenen Urteil auf der Grundlage eines intensiven Quellenstudiums: „Wer allein nach dem Erfolge seiner Regierung sieht, wird für ihn nur ein abschätziges Urtheil auf den Lippen haben; wer nach den Zielen und Motiven seines Handelns frägt und die Zeiten wägt, in die er gestellt war, wird ihm eine gewisse Anerkennung nicht versagen können.“
Die bislang einzige ausführliche Biographie zu Ruprecht wurde 1861 von Constantin Höfler vorgelegt und prägte das Bild Ruprechts bis weit in die Mitte des 20. Jahrhunderts. Ab den 1960er Jahren fand Ruprechts Königtum durch Peter Moraw und Alois Gerlich verstärkte Aufmerksamkeit. Moraw hat in ausführlichen Studien den Rat und die Kanzlei König Ruprechts erforscht. Seine Arbeiten waren Teil des in den letzten Jahrzehnten des 20. Jahrhunderts erfolgten Paradigmenwechsels in der Spätmittelalterforschung von traditionellen, rechts- und verfassungsgeschichtlichen Ansätzen hin zu einer Personengeschichte der spätmittelalterlichen Königsherrschaft. Die spätmittelalterlichen Herrscher von Rudolf von Habsburg bis zu Heinrich VII. waren für Moraw im europäischen Vergleich „kleine Könige“, da sie „an den bestehenden politischen Verhältnissen im Großen […] wenig oder gar nichts“ ändern konnten. Moraws Ausführungen zur „Kleinheit“ spätmittelalterlicher deutscher Könige, vor allem am Fallbeispiel Ruprechts von der Pfalz, beeinflussen die Forschung bis heute. Gerlich legte 1987 eine Ruprechtbiographie in dem mehrbändigen Werk Pfälzer Lebensbilder vor.
Zu Beginn des 21. Jahrhunderts intensivierte sich erneut das Forschungsinteresse an Ruprecht. Zur 600. Wiederkehr seiner Königswahl am 20. August 1400 wurde im Jahr 2000 im Heidelberger Schloss die Ausstellung Der Griff nach der Krone – Die Pfalzgrafschaft bei Rhein im Mittelalter gezeigt. Die Beiträge des Begleitbandes zur Ausstellung sind ein wichtiger Bestandteil des heutigen Forschungsstands. In der 2001 als Aufsatz gedruckten Eröffnungsrede zur Ausstellung zog Moraw eine Bilanz: „Ruprecht war ein gescheiterter König, und von vornherein war die Aussicht, daß er nicht scheitern würde, gering“. Er stehe als „Symbol der Phase der Unentschiedenheit“ für drei Generationen von Herrschern ohne „langfristige staatlich weiterentwickelnde oder auch nur staatlich stabilisierende Zielsetzung und Wirkung“.
Neuere Beiträge von Bernd Schneidmüller und Oliver Auge relativieren dieses negative Urteil. Schneidmüller stellte fest, dass Ruprechts Königtum „in einer Krisenphase der europäischen Monarchie“ eingebettet gewesen sei. „Beständige Geldnot, militärische Niederlagen, […] begrenzte Integrationsfähigkeit“ standen nach Schneidmüller „einem administrativen Aufbruch und dem Vertrauen auf gelehrte Politikgestaltung gegenüber“. Nach Auge war Ruprecht kein fundamental gescheiterter, sondern eher ein glückloser König. Auge betont die Verwissenschaftlichung der Kanzleiarbeit, Ruprechts Heirats- und Bündnispolitik und sein Stiftungsverhalten. Zu berücksichtigen sei auch sein hohes Alter und die kurze Regierungszeit.
Die kulturhistorische Großausstellung Die Wittelsbacher am Rhein. Die Kurpfalz und Europa (Mannheim 2013/2014) beleuchtete nicht nur die historischen Ereignisse, die für die Epoche und Region prägend waren, sondern setzte bei den pfälzischen Wittelsbachern auch einen Schwerpunkt auf König Ruprecht. Das dreibändige, von Ute Rödel bearbeitete Regestenwerk zu seiner Regierungszeit bildet einen Markstein in der Erschließung von Quellen der mittelalterlichen deutschen Reichs- und Rechtsgeschichte. Dadurch konnte aus den Quellen zu Ruprechts Wirken als Oberster Richter des Reichs, seiner Handhabung der Königsgerichtsbarkeit, seinem Hofsystem und der Effizienz seiner Kanzleien ein positiveres Bild gewonnen werden. Eine modernen Ansprüchen genügende wissenschaftliche Biographie bleibt weiterhin eine Forschungslücke.